# Breguet Br.691

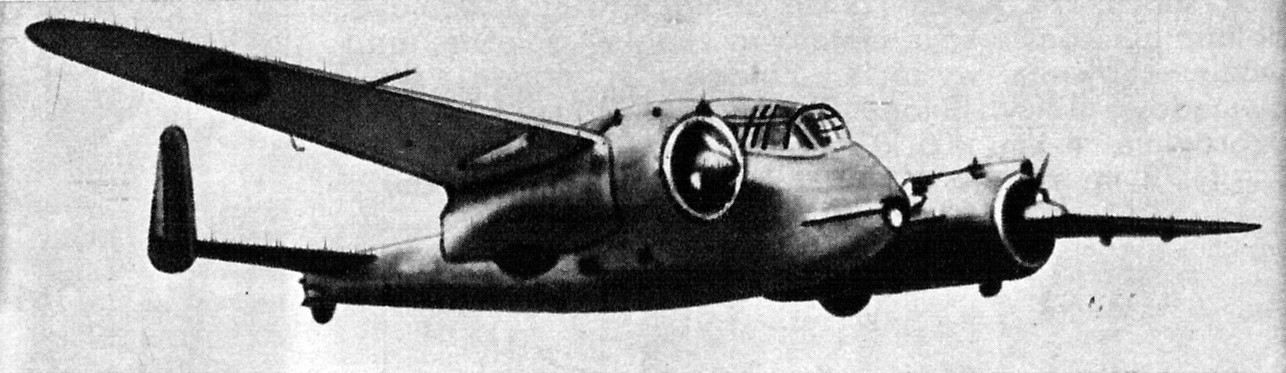
Breguet 690

Breguet Br.691 — двухместный французский штурмовик времён Второй мировой войны. Самолёт разработан в конструкторском бюро авиастроительной фирмы «Бреге» под руководством Жоржа Рикара. Серийно производился на заводах в Виллакублэ и в Бурже с мая 1939 по июнь 1940 года. Всего было изготовлено 386 экземпляров всех модификаций этого самолёта.
Самолёт первоначально разрабатывался как трёхместный двухмоторный истребитель под обозначением Br.690, однако из-за изменившихся требований штаба ВВС Франции впоследствии был переделан в двухместный штурмовик. Первый полёт прототип совершил 23 марта 1938 года.
22 марта 1939 года совершил свой первый полёт предсерийный экземпляр Br.691, он отличался от Br.690 наличием более мощных двигателей Hispano-Suiza 14AB 10/11 и бомбоотсеком, кроме того было изменено и стрелково-пушечное вооружение. Первый серийный Br.691 совершил полёт 15 мая 1939 года. С октября 1939 года они начали поступать на вооружение ВВС Франции. С марта 1940 года с заводских конвейеров начали сходить Br.693, а с апреля Br.695, отличающиеся от Br.691 только наличием двигателей Gnome-Rhône 14M 6/7 у Br.693 и Pratt & Whitney R-1830 SB4G Twin Wasp Junior у Br.695 вместо Hispano-Suiza 14AB 10/11. В боевых действиях французские штурмовики стали применяться с 12 мая 1940 года во время Битвы за Францию. По условиям капитуляции Франции правительству Виши было позволено сохранить 26 самолётов Br.693 и Br.695, после оккупации Германией территории, контролируемой «Режимом Виши», все эти самолёты были переданы в ВВС Италии, где использовались в качестве учебно-тренировочных.

## Тактико-технические характеристики
Приведённые ниже характеристики соответствуют модификации Br.693:
Источник данных: "Уголок неба"

Технические характеристики
- Экипаж: 2 человека
- Длина: 9,67 м
- Размах крыла: 15,36 м
- Высота: 3,19 м
- Площадь крыла: 29,2 м²
- Масса пустого: 3 010 кг
- Нормальная взлётная масса: 4 500 кг
- Максимальная взлётная масса: 4 900
- Силовая установка: 2 × радиальных 14-цилиндровых Gnome-Rhône 14M 6/7
- Мощность двигателей: 2 × 700 л.с.

Лётные характеристики
- Максимальная скорость: 427 км/ч
- Крейсерская скорость: 400 км/ч
- Практическая дальность: 1350 км
- Практический потолок: 8400 м
- Скороподъёмность: 556 м/мин

Вооружение
- Стрелково-пушечное:  
  - 1 × 20 мм пушка Hispano-Suiza HS.404
  - 3-6 × 7,5 мм пулемёта MAC 1934
- Боевая нагрузка: 400 кг